# Ons-en-Bray
Ons-en-Bray – miejscowość i gmina we Francji, w regionie Hauts-de-France, w departamencie Oise.
Według danych na rok 1990 gminę zamieszkiwało 1288 osób, a gęstość zaludnienia wynosiła 92 osoby/km² (wśród 2293 gmin Pikardii Ons-en-Bray plasuje się na 220. miejscu pod względem liczby ludności, natomiast pod względem powierzchni na miejscu 235.).